# 이범수
이범수(1969년 11월 25일 (음력 10월 16일) ~ )는 대한민국의 배우이다.

## 생애
충청북도 청주시 출신으로 초등학교 재학 시절 전교에서 유명했다. 1990년, 공형진과 함께 영화 《그래 가끔 하늘을 보자》로 단역출연했으며 이후 줄곧 영화에 출연해 오다가 2007년 드라마 《외과의사 봉달희》를 시작으로 《온에어》, 《자이언트》 등 TV 드라마에도 출연하였다. 또한 예능프로그램인 《목표달성 토요일》 - 스타 서바이벌 동거동락에도 출연하면서 '스댕', '따숩게' 등등의 유행어와 어록을 만들 정도로 화려한 입담이 주목을 끌었다.

## 결혼과 이혼
이범수는 2003년 동갑내기이자 대학 동기 일반인과 결혼한 지 5개월 만에 이혼했다. 당시 두 사람은 혼인신고를 하지 않은 상황이었기 때문에 호적상 문제는 없었던 것으로 알려졌다.
이후 2010년 5월, 14살 연하의 통역사 이윤진과 결혼해 슬하에 1남 1녀를 두었다.
배우 이범수와 이윤진 부부가 결혼 14년 만에 결국 파경을 맞았다. 이범수의 소속사에서는 이혼 조정 신청 중이라고 밝혔다.

## 출연 작품

### 영화
| 연도   | 제목                        | 역할                                                    | 비고                  | 일본판 성우진 |
| ------ | --------------------------- | ------------------------------------------------------- | --------------------- | ------------- |
| 2024년 | 《범죄도시4》               | 장태수 역                                               | 광수대 팀장, 천만영화 |               |
| 2023년 | 《범죄도시3》               | 장태수 역                                               | 광수대 팀장, 천만영화 |               |
| 2022년 | 《20세기 소녀》             | 학주 역                                                 |                       |               |
| 2022년 | 《컴백홈》                  | 강돈 역                                                 |                       |               |
| 2019년 | 《자전차왕 엄복동》         | 황재호 역                                               |                       |               |
| 2018년 | 《출국》                    | 오영민 역                                               |                       |               |
| 2016년 | 《작쩐》                    | 차병현 역                                               |                       |               |
| 2016년 | 《인천상륙작전》            | 림계진 역                                               |                       |               |
| 2016년 | 《순정》                    | 용철 / 성인 개덕 역                                     | 특별출연              |               |
| 2015년 | 《뷰티 인사이드》           | 우진 역                                                 |                       |               |
| 2014년 | 《신의 한수》               | 오살수 역                                               |                       |               |
| 2013년 | 《아이리스 2: 더 무비》     | 유중원 역                                               |                       |               |
| 2013년 | 《세 개의 거울》            |                                                         |                       |               |
| 2012년 | 《시체가 돌아왔다》         | 백현철                                                  |                       |               |
| 2009년 | 《홍길동의 후예》           | 홍무혁 역                                               |                       |               |
| 2009년 | 《정승필 실종사건》         | 자산관리사 정승필 역                                    |                       |               |
| 2009년 | 《킹콩을 들다》             | 올림픽 동메달리스트 출신 역도 코치 이지봉, 일명 킹콩 역 |                       |               |
| 2009년 | 《슬픔보다 더 슬픈 이야기》 | 차주환 역                                               |                       |               |
| 2008년 | 《고사: 피의 중간고사》     | 교사 황창욱 역                                          |                       |               |
| 2007년 | 《언니가 간다》             | 오태훈 역                                               |                       |               |
| 2006년 | 《미녀는 괴로워》           | 택시기사 역                                             | 특별출연              |               |
| 2006년 | 《조폭 마누라 3》           | 한기철 역                                               |                       |               |
| 2006년 | 《음란서생》                | 의금부 도사 광헌 역                                     |                       |               |
| 2006년 | 《잘 살아보세》             | 마을 이장 변석구 역                                     |                       |               |
| 2006년 | 《짝패》                    | 장필호 역                                               |                       |               |
| 2005년 | 《이대로, 죽을 순 없다》    | 이대로 역                                               |                       |               |
| 2005년 | 《잠복근무》                | 수학 장학사 역                                          | 우정출연              |               |
| 2004년 | 《안녕! 유에프오》          | 박상현 역                                               |                       |               |
| 2004년 | 《슈퍼스타 감사용》         | 투수 감사용 역                                          |                       |               |
| 2003년 | 《싱글즈》                  | 정준 역                                                 |                       |               |
| 2003년 | 《오! 브라더스》            | 오봉구 역                                               |                       |               |
| 2003년 | 《영어완전정복》            | 지하철 승객 역                                          | 우정출연              |               |
| 2002년 | 《정글 쥬스》               | 철수 역                                                 |                       |               |
| 2002년 | 《일단 뛰어》               | 지형 역                                                 |                       |               |
| 2002년 | 《몽정기》                  | 공병철 선생 역                                          |                       |               |
| 2002년 | 《피아노 치는 대통령》      | 노숙자 역                                               | 특별출연              |               |
| 2001년 | 《베리 굿》                 | 사진 작가 역                                            |                       |               |
| 2001년 | 《번지점프를 하다》         | 이대근 역                                               | 특별출연              |               |
| 2000년 | 《하면 된다》               | 원광태 역                                               |                       |               |
| 2000년 | 《아나키스트》              | 돌석 역                                                 |                       |               |
| 1999년 | 《신장개업》                | 팔봉 역                                                 |                       |               |
| 1999년 | 《러브》                    | 정철 역                                                 |                       |               |
| 1999년 | 《태양은 없다》             | 병국 역                                                 |                       |               |
| 1998년 | 《퇴마록》                  | 부티 역                                                 |                       |               |
| 1998년 | 《남자의 향기》             | 썬글라스 사내 역                                        |                       |               |
| 1998년 | 《해가 서쪽에서 뜬다면》    | 삼식 역                                                 |                       |               |
| 1997년 | 《지상만가》                | 호프집 종업원 1 역                                      |                       |               |
| 1997년 | 《접속》                    | 운송부 직원 역                                          |                       |               |
| 1996년 | 《은행나무 침대》           | 후배 역                                                 |                       |               |
| 1996년 | 《고스트 맘마》             | 안경사 역                                               |                       |               |
| 1995년 | 《개같은 날의 오후》        | 경찰 2 역                                               |                       |               |
| 1991년 | 《열 일곱살의 쿠테타》      |                                                         |                       |               |
| 1990년 | 《그래 가끔 하늘을 보자》   | 종구                                                    |                       |               |

### TV 드라마/시트콤
- 2025년 넷플릭스 금요드라마 《광장》 … 심성원 역
- 2020년 JTBC 《사생활》 ... 최용진 역 (특별출연)
- 2016년 KBS2 《무림학교》 ... 왕하오 역 (특별출연)
- 2015년 JTBC 《라스트》 ... 곽흥삼 역
- 2014년 MBC 《트라이앵글》 ... 장동수 역 (일어 성우진: 코니시 카츠유키)
- 2013년 KBS2 《총리와 나》 ... 권율 역
- 2013년 KBS2 《아이리스 2》 ... 유중원 역
- 2012년 MBC 《닥터 진》 ... 이하응 역 (일어 성우진: 코니시 카츠유키)
- 2012년 SBS 《샐러리맨 초한지》 ... 유방 역
- 2010년 SBS 《자이언트》 ... 이강모 역 (일어 성우진: 코니시 카츠유키)
- 2008년 SBS 《온에어》 ... 장기준 역
- 2007년 SBS 《외과의사 봉달희》 ... 안중근 역
- 2001년 MBC 《뉴논스톱》
- 1999년 SBS 《TV영화 러브스토리 - 메시지》 ... 준성의 지인 역
- 1999년 ~ 2000년 KBS2 《오 해피데이》

### 뮤직 비디오
- 2011년 WE "비가"
- 2009년 이승철 "그런 사람 또 없습니다" - 영화 《슬픔보다 더 슬픈 이야기》OST
- 2008년 김종욱 "나쁜 남자"
- 2007년 SG 워너비 "아리랑"
- 2006년 SG 워너비 "사랑가"
- 2002년 브라운 아이즈 "점점"
- 2001년 브라운 아이즈 "벌써 일 년"

## 연예 활동

### TV 예능 프로그램/시상식
- MBC 《목표달성 토요일 - 스타 서바이벌 동거동락 1기》 - 고정 출연
- MBC 《이소라의 사랑할까요》 - 보조 진행자
- KBS 《가족오락관》 - 게스트 출연
- SBS 《실제상황 토요일 - X맨》 - 3기(11~14회)
- MBC 《황금어장》 - 무릎팍도사 102회 게스트
- SBS 《일요일이 좋다 - 패밀리가 떴다》 - 게스트 출연
- SBS 《기적의 오디션》 - 심사위원
- SBS 《2010 SBS 연기대상》 - 진행자
- tvN 《SNL코리아》 - 시즌 4 17회 호스트
- KBS 《해피 투게더》 - 홍길동의 후예, 아이리스2, 총리와 나
- KBS 《해피선데이 - 슈퍼맨이 돌아왔다》

### 광고
- 2000년 오리온 썬칩
- 2001년 오뚜기 물냉
- 2002년 SK브로드밴드 하나포스
- 2003년 오리온 핫브레이크
- 2003년 롯데제과 빅와플
- 2008년 LG유플러스 오즈
- 2013년 농심 강글리오
- 2015년 롯데하이마트
- 2016년 ~ 현재 셀트리온
- 2015년 네오위즈 피망 포커

### 홍보대사 활동
- 2013년 인도네시아 홍보대사
- 2013년 금연 홍보대사
- 2012년 한국수자원공사 아라마리나 홍보대사
- 2011년 교통안전 홍보대사
- 2010년 대외경제협력기금 홍보대사
- 2010년 제5회 대한민국 자원순환 정크아트 공모전 홍보대사
- 2010년 제1회 아시아개발협력회의 홍보대사
- 2009년 고양 세계역도선수권대회 홍보대사
- 2008년 범죄피해자지원센터 홍보대사
- 2004년 제14회 춘사대상영화제 홍보대사

## 수상 및 후보
| 연도 | 시상식                       | 부문                             | 작품              | 결과 |
| ---- | ---------------------------- | -------------------------------- | ----------------- | ---- |
| 2000 | 제21회 청룡영화상            | 남우조연상                       | 하면 된다         | 후보 |
| 2006 | 제5회 대한민국 영화대상      | 남우조연상                       | 짝패              | 수상 |
| 2006 | 제14회 이천춘사대상영화제    | 남우조연상                       | 짝패              | 수상 |
| 2006 | 제27회 청룡영화상            | 남우조연상                       | 짝패              | 후보 |
| 2007 | 제43회 백상예술대상          | TV부문 남자 인기상               | 외과의사 봉달희   | 수상 |
| 2007 | 제43회 백상예술대상          | TV부문 남자 최우수연기상         | 외과의사 봉달희   | 후보 |
| 2007 | 제44회 대종상                | 국내인기상                       | 짝패              | 수상 |
| 2007 | 제44회 대종상                | 남우조연상                       | 짝패              | 후보 |
| 2007 | 제1회 대한민국 영화연기대상  | 특별연기상                       | 미녀는 괴로워     | 수상 |
| 2007 | SBS 연기대상                 | 10대 스타상                      | 외과의사 봉달희   | 수상 |
| 2007 | SBS 연기대상                 | 프로듀서상                       | 외과의사 봉달희   | 수상 |
| 2007 | SBS 연기대상                 | 베스트 커플상 (with 이요원)      | 외과의사 봉달희   | 수상 |
| 2007 | SBS 연기대상                 | 남자 최우수연기상                | 외과의사 봉달희   | 후보 |
| 2008 | 제1회 대한민국주얼리어워드   | 다이아몬드상                     | 빈칸              | 수상 |
| 2008 | 제2회 Mnet 20's Choice       | 핫 드라마스타상                  | 온에어            | 수상 |
| 2008 | SBS 연기대상                 | 남자 최우수연기상                | 온에어            | 후보 |
| 2009 | 제29회 한국영화평론가협회상  | 남우주연상                       | 킹콩을 들다       | 수상 |
| 2009 | 제32회 황금촬영상            | 최우수 인기남우상                | 킹콩을 들다       | 수상 |
| 2009 | 맨즈 헬스                    | 명예 쿨가이                      | 빈칸              | 수상 |
| 2010 | 제18회 대한민국 문화연예대상 | 탤런트부문 연기대상              | 자이언트          | 수상 |
| 2010 | SBS 연기대상                 | 10대 스타상                      | 자이언트          | 수상 |
| 2010 | SBS 연기대상                 | 특별기획부문 남자 최우수연기상   | 자이언트          | 수상 |
| 2011 | 제47회 백상예술대상          | TV부문 남자 최우수연기상         | 자이언트          | 후보 |
| 2011 | 제2회 서울문화예술대상       | 드라마배우부문 대상              | 자이언트          | 수상 |
| 2011 | KBS 감동대상                 | 희망상                           |                   | 수상 |
| 2012 | 제5회 코리아드라마페스티벌   | 남자 최우수연기상                | 샐러리맨 초한지   | 후보 |
| 2012 | SBS 연기대상                 | 미니시리즈부문 남자 최우수연기상 | 샐러리맨 초한지   | 후보 |
| 2013 | KBS 연기대상                 | 베스트 커플상 (with 임윤아)      | 총리와 나         | 수상 |
| 2013 | KBS 연기대상                 | 미니시리즈부문 남자 우수연기상   | 총리와 나         | 후보 |
| 2014 | MBC 연기대상                 | 특별기획부문 남자 최우수연기상   | 트라이앵글        | 후보 |
| 2016 | 제15회 KBS 연예대상          | 버라이어티부문 남자 우수상       | 슈퍼맨이 돌아왔다 | 수상 |
| 2016 | 제53회 대종상                | 하나금융그룹 인기상              | 인천상륙작전      | 수상 |
| 2018 | 제26회 대한민국문화연예대상  | 영화부문 남자 최우수연기상       | 출국              | 수상 |